# Spiritwood

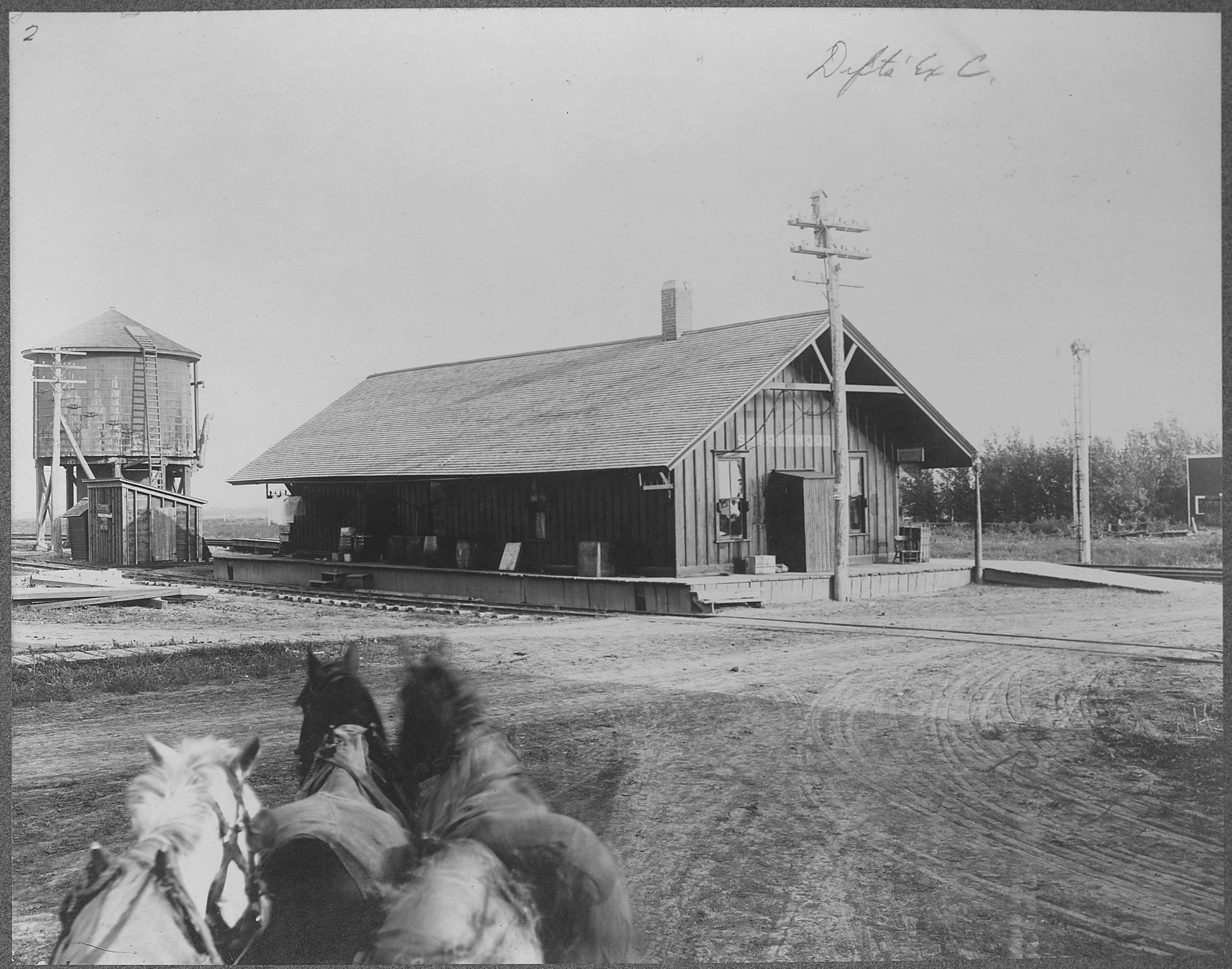
Spiritwood nel 1925

Spiritwood è un census-designated place (CDP) degli Stati Uniti d'America, situato nello Stato del Dakota del Nord, nella contea di Stutsman. Secondo il censimento del 2020 gli abitanti di Spiritwood ammontavano a 29.